# Petite rivière Bouctouche
Pour les articles homonymes, voir Bouctouche (homonymie).
 (août 2014).
Si vous disposez d'ouvrages ou d'articles de référence ou si vous connaissez des sites web de qualité traitant du thème abordé ici, merci de compléter l'article en donnant les références utiles à sa vérifiabilité et en les liant à la section « Notes et références ».
 (août 2014).
La Petite rivière Bouctouche est une rivière du Nouveau-Brunswick au Canada, et un affluent droit de la rivière Bouctouche.

## Géographie
Elle prend sa source à 2 kilomètres au sud-ouest de Haut-Saint-Antoine, un hameau du Grand Saint-Antoine. Après avoir arrosé la prairie au nord de Saint-Antoine, elle adopte une direction nord-est, selon l'orientation générale des autres cours d'eau de la région (Cocagne, Bouctouche). Après avoir arrosé McKee's Mills, la rivière s'élargit fortement, passant de 10 mètres de large à plus de 200 mètres. Elle passe ensuite par Saint-Grégoire et se jette en rive droite du havre de Bouctouche, autrement dit la rivière Bouctouche, entre Saint-François-de-Kent et le quartier de Bouctouche-Sud. La rivière traverse une région agricole, et près de la moitié de ses berges sont déboisées. L'autoroute 11 et la route 134 croisent la rivière près de son embouchure.